# 若林源三
若林 源三（わかばやし げんぞう）は、高橋陽一の漫画『キャプテン翼』に登場する架空のサッカー選手。血液型はO型。静岡県南葛市出身。

## 人物

### プロフィール

立石みちひろばに設置されている若林源三のブロンズ像。

ポジションはGK。国内のみならず世界でも屈指の実力を持ち、「天才キーパー」、後に「S.G.G.K（スーパーグレートゴールキーパー）」「東洋の守護神」の異名をとる。大空翼の「最初のライバルであり、FIFAワールドカップ優勝を誓い合った朋友」である。また、カール・ハインツ・シュナイダーとは「終生のライバル」関係にある。
「ペナルティエリア外からのシュートは必ず止める」「自分さえ抜かれなければチームが負ける事はない」ことが信条。試合ではアディダスのキャップを被る。トレードマークにもなっており、この帽子でゴールを守った事もある。堅実で鉄壁な守備を誇り、時にGKながらオーバーラップして果敢にゴールを狙う。また、統率力にも秀でていることから、その時々でキャプテンを担っている。
いつの時代でも最高レベルの実力を発揮するが、負傷他の事情により大会終盤まで出場機会が無い、または本来の実力でない場合が多い。背番号は小学生時代は「1」を着けていたが、それ以降は大会により「22」や「24」を背負う事もあった。
翼や岬太郎からは「若林君」、修哲小出身者からは「若林さん」「キャプテン」、それ以外は「若林」、見上辰夫と家族とドラクスラー一家は「源三」、ドイツ人サポーターやヘルマン・カルツらからは「ゲンさん」と呼ばれている。
父・修造は地元の名士（大手企業グループ会長兼社長で「学校法人修哲学園」の理事長も勤める）で裕福で日向家とは正反対。歳が離れた兄が2人(修一、栄次)おり、ジョンという名の犬を飼っている。

### 経歴
修哲小サッカー部・修哲小F.C（修哲小学校）・南葛S.C - 西ドイツ・ハンブルグ（平成版アニメではグリュンバルド）- ドイツ・バイエルン・ミュンヘン

#### メモリーズ
小4の時に専属コーチが欲しいと言う理由で見上辰夫がやってくる。見上は「金持ちの道楽に付き合うのはゴメンだ」と乗り気でなかったほか、生意気な態度にも嫌悪感を示していたが並外れた実力を観てコーチを引き受ける。
小5の時は犬が欲しいと言ったのでジョンがやってくる。
当時の修哲は1軍AがレギュラーでBがベンチ入り、2軍がCDEと格付されていた。

#### 小学生編
修哲小F.Cで、全日本少年サッカー大会無失点優勝という快挙を、小学5年生で成し遂げた。元日本代表GKである見上の指導を受けている。この頃は、同級生である修哲カルテットにレギュラーでないことを理由に敬称付きで呼ばせていたため、嫌われていたが、修哲カルテットや森崎を自宅に招き共に見上の指導を受け、レギュラー獲得を後押ししてくれ、食事まで出している。修哲カルテットがレギュラーになれた事について上級生部員から「金で頼み込んだ」と揶揄されたが、「そんな卑怯な事はしない。実力だ」と跳ね除けている。
南葛小とは30対0という圧勝していたこともあり、南葛小メンバーに対して傲慢だった。石崎了が連れてきた中学生の各部活動の主将がペナルティエリアの外から様々な球技のボールを放ってくるのを防ぎ、最後には野球のボールまでセービングする実力に達していた。これをきっかけに南葛市に転入して来たばかりの大空翼に、いきなり挑戦状（ボール）を叩き付けられる。対抗戦前の練習では2人の高校生が同時に放ったシュートを両方防いでいた。
南葛小との対抗戦にそれまでいなかった翼が出場し、ゴールを許してしまう。試合の勝ち負けより、翼にゴールを許すか許さないかを重視していたので、同点にもかかわらず、翼にゴールを許した自らの負けと勝手に判断し試合会場から去ろうとした。しかしその姿勢に激怒した見上に殴打を食らって、「甘ったれるな！たかが一点取られたくらいで逃げ出すなんて、恥ずかしいとは思わんのか！？」と叱咤される。直後に監督とチームメイトからも説得されたことで、翼との勝負に固執するあまりチームのキャプテンとしての自覚不足を痛感。チームメイトに自分の過ちを詫び、勝利のために試合へ戻ることを決意する。これを見て一度は破門宣告をした見上も「成長したな。源三、やはりおまえは本物だ」と評価を改められる。結果的には引き分けに終わったが、この出来事が自身を大きく成長する転機となった。
南葛S.C発足後、チーム内で一番の信頼を得て初代キャプテンを務め、守備の要として活躍。ところが大会前の練習試合（平成版では県大会決勝の島田小戦）で相手選手と競り合い着地した際に左足に怪我を負う。チームメイトには怪我を隠し練習に参加していたが、練習に乱入してきた日向小次郎のシュートに反応せず、医者に通っていた場面を翼たちに目撃されるも静岡県予選に出場。準決勝の島田小戦を欠場し、決勝の志水FC戦で相手のラフプレイによって更に悪化したため、医者からは全国大会を諦めるよう勧告を受けたものの、若林自身は出場を諦めず出場を目指し自宅でリハビリを開始。準決勝の武蔵FC戦途中に会場に現れ、心臓病のハンデをものともしない三杉のプレイに戦意を失っていた翼を激励し、続く決勝戦の明和FC戦1試合のみではあったものの、試合に復帰し出場となった。試合では日向の強烈なシュートをセーブし続けた結果、後半から怪我が再発したが、再延長戦の最後までゴールを守り続け、自身2年連続の全国制覇を果たし、1試合の出場にも関わらず優秀選手に選出された。
大会後、専属コーチを辞めコーチ研修のため西ドイツに渡る見上の誘いで、自身も西ドイツへ渡ることを決意。離日前には翼と1対1の勝負をし、これを制した。見上には子供が居ないので息子同然に思われていた。

#### 渡独後
小学校卒業後に見上と渡独し、ハンブルグに入団。ドイツ語習得に励みながら一緒に2年間暮らし、その後、ドラクスラー一家の下で1年間ホームステイを経て選手寮に移る。渡独当初はシュナイダーとカルツ以外のチームメイトから人種差別を受けるも、持ち前の負けん気と才能で練習に励み、カール・ハインツ・シュナイダーやヘルマン・カルツと共にチームの要に成長。ハンブルグは西ドイツとヨーロッパNo1のジュニアユースチームになっていた。
翼たちが中学3年生の頃には、父と共にフランスに渡っていた岬太郎とドイツで再会し、そのことをエアメールで翼に報告した。

#### ジュニアユース編
ハンブルグの正GKとしてヨーロッパに遠征してきた全日本と対戦。日向のタイガーショットを含む全日本のシュートをことごとくキャッチした。シュナイダーのラフプレイに激怒する日向に「サッカーは格闘技のはず」と挑発し、終了間際にペナルティーエリア内に侵入しシュートを放った日向にわざとゴールを許すと、勝負から逃げたと挑発。全日本への言動は全日本に欧州の実力を見せ、奮起を促すために必要以上の挑発や罵声を浴びせるなどの悪役を、事前に見上から頼まれての行動であった。若林自身もやり過ぎでチームの分解を心配するほどの出来事になっていた。日向と乱闘になるのは若林も見上も想定外で、それでも「日向は成長しましたね、チームの為に1点でも獲ると…。本音では嬉しかった」と認めた。先述の挑発や罵声が原因で試合終了後日向と乱闘騒ぎになったが、その後、ブレーメン戦からは全日本に合流し、実力者の翼が選考合宿に参加していないという理由で試合出場が認められないことに異論を唱えたり、練習中からチームメイトに厳しい言葉をかけたりと、全日本鼓舞の為に終始嫌われ役に徹する。国際ジュニアユース大会にも選手登録はされたものの出場する気はなかったが、準決勝のフランス戦で若島津健が右手を負傷し、決勝の西ドイツ戦に出場不可能になったため、見上監督から先発起用を告げられ出場に躊躇する。しかし森崎有三の説得、若林と翼の会話を立ち聞きし、若林の意図を知った日向が真意を明かしたことで、チーム全員の後押しを受け出場。2失点を喫するが試合終了までゴールを守り抜き、優勝に貢献した。ペナルティエリア外からのシュナイダーのファイヤーショットを練習時には2分の1の確率で決められていたが、決勝では1本も決めさせず、普段以上の力を本番で発揮する能力を「一流の証」とシュナイダーに評された。大会終了後にハンブルグとプロ契約を結び、対バイエルン戦でわずか15歳にしてプロデビューを果たす。

#### ワールドユース編
ドイツサッカー協会が帰化を勧めるほどの実力を持っていたが、プロ契約時に自身が提示した条件通り日本人としてプレイを続けていた。怪我で欠場したデューター・ミューラーの代理で、特別にドイツ代表として出場したオランダ戦でブライアン・クライフォートに右手、ブンデスリーガの1.FCケルン戦でステファン・レヴィンに左手を破壊され、治療に専念していた。しかし若島津の離脱や主力選手の追放等の事情を受けて帰国、ワールドユースアジア一次予選のタイ戦では途中から出場し、キャッチが不能ながらもテーピングした拳のパンチングのみでゴールを守り抜いた。しかし、アジア二次予選の中国戦で肖俊光の「反動蹴速迅砲」を捨て身で防いだものの、再び右手を負傷し離脱する。本戦決勝トーナメントのスウェーデン戦から復帰、スウェーデンとオランダを完封し、ワールドユース優勝に貢献した。なお、決勝戦で再び両手を負傷して延長戦開始前に戦線を離脱し、そのためブンデスリーガの1シーズンを棒に振ってしまい、チームの低迷を招いた。また、公式試合にて2度もペナルティエリア外からゴールを許してしまうものの、負傷していたことを考慮してか、それ以降の作品では「絶好調の若林からペナルティエリア外からのゴールを奪えた者はいなかった」という事になった。

#### ROAD TO 2002
シュナイダーからFCバイエルン・ミュンヘンへの移籍を促されるが拒否、対決して勝利することを宣言。B・ミュンヘン戦前半早々にトップスピンパスでカルツの先制点をアシストするが終盤、勝ちに拘った若林はゼーマンの戦術に反してオーバーラップし、フリーキックでゴールを狙ったが、逆にゴールを空にしてしまったため、シュナイダーにセンターサークル付近からトップスピンシュートでゴールを許してしまう。この事が元で監督とは確執から不仲になってしまい、数試合出場後は外国人枠の問題もあり試合を干されてしまう。盟友であるヘルマン・カルツからのハンブルガーを捨てたシュナイダーへの悔し涙もあって触発された部分もある（カルツはシュナイダーへの暴行からのトラブルにより退場している）。後にバイエルンに移籍する様な流れを匂わせていたまま、連載終了。

#### GOLDEN-23
ミュンヘン戦後、数試合に出場したものの、その後は外国人枠などにより、ハンブルグで「3試合連続出番無し」という状況にあり、これはゼーマンとの不仲からの確執が原因だと言われている。その後、ハンブルグを後にして、多数の獲得オファーが来たのでシーズン途中で移籍を希望するも、チーム側が断念させる代わりにU-23日本代表への合流を許可する。吉良耕三に呼び出され、背番号24を付け、代表に復帰する。また、移籍問題も浮上し、シュナイダーも心から若林のB・ミュンヘン入りを望んでいる。2000年にシドニーオリンピック応援用に描かれた読み切りで「今期よりB・ミュンヘンに移籍」と描かれていた。

#### ライジングサン
ドイツ戦でシュナイダーからの捨て身でセーブ後怪我をし、入院する。見上とドラクスラー一家の輸血により回復する。
カルツのスマホに送られてきたシュナイダーの裸踊りに大笑いする。
来季よりミュンヘンに移籍を決め、再びシュナイダーと組ことになる。

#### 劇場版
『キャプテン翼 危うし！全日本Jr.』
全日本選抜として試合に出るべく日本に帰国するも、プロクラブ所属の資格問題により出場許可が下りずにいたが、後半で許可が下りて出場。シュナイダーの新必殺技で一度はゴールを許すも、二度目は見事にセーブした。

## 戦歴
- 小学5年生（修哲小サッカー部）
  - 町の対抗戦（南葛小サッカー部に勝利）
  - 全日本少年サッカー大会優勝、大会MVP受賞
- 小学6年生（修哲小サッカー部・南葛SC）
  - 町の対抗戦（南葛小サッカー部と引き分け）
  - 対抗戦2NDステージ・修哲オールスター(南葛オールスターと引分)
  - 全日本少年サッカー大会優勝
  - ヨーロッパ遠征でのヨーロッパ少年サッカー大会優勝（テレビ昭和版）
  - ヨーロッパ遠征での親善試合でヨーロッパ選抜チームに勝利（劇場版）
- 14歳-15歳
  - ハンブルグジュニアユースで西ドイツ&ヨーロッパのNo.1を獲得
  - 国際ジュニアユース大会優勝
- 18歳-19歳
  - ワールドユース選手権大会優勝
- 21歳-22歳
  - マドリッドオリンピック出場

## 得意技

### 原作に登場する技
三角跳び
若島津の技。対西ドイツ戦にて、シュナイダーのノーマークからのファイヤーショットを防ぐために使用した。その際シュートが低い弾道だったために届かなかったが、更にゴールバーを蹴って届かせている。劇場版『ヨーロッパ大決戦』でも三角跳びでシュナイダーの弾丸シュートを防いだ。
ストレートディフェンス、アッパーディフェンス
かつて腕を破壊されたレヴィンのレヴィンシュートを防ぐための技。ボールを正面からではなく真横や真下からパンチングすることで、腕を破壊されずにセービングを可能とした。腕のリハビリのために始めたボクシングからヒントを得た。
【ROAD TO 2002】以降はベーゴマをつかむ要領でレヴィンシュートを弾くことなくキャッチできるようになったため、披露されていない。
トップスピンパス
【ROAD TO 2002】にてルール改正によりGKが何歩でも歩けるようになったこととゴールキックはオフサイドにならないというルールを利用し、トップスピンで前線の選手にピンポイントでパスを送る。

### 劇場版に登場する技
テレパシーセービング
『ヨーロッパ大決戦』では、シュナイダーのバナナシュートに対し目をつむり、心眼でセービングした。『危うし! 全日本Jr』でも同様に、シュナイダーのミラージュボールに対し同じく目をつむり、心眼でセービングしている。また、アニメの第1作でも、前半ベンチでシュナイダーの動きを研究後、その技でシュナイダーのシュートを止めた。
名称は作中の実況によるフレーズより。

## テクモ版
テクモ版では必殺技は持っていないものの基本能力が高い。「II」よりセービング時に一定確率で「とめる！」の台詞と共にカットインが入り、その時のセービング能力が上昇するようになった。また、「IV」以降はペナルティエリア外からのシュートを決めさせないという原作の設定が活かされ、ペナルティエリア外からのシュートに対しては強い耐性を持つようになった。
「I」では、予選リーグから準決勝のフランス戦まで、選手登録されていなかったが、決勝戦の西ドイツ戦のみ参加した。
「II」ではハンブルガーSVの正GKとして、サンパウロFCの翼と6年ぶりに対戦した。なお、原作では15歳の時点で既にトップチームに所属しているはずだが、ジャパンカップではユースチームで参加した。
「III」ではシュナイダーのいるバイエルンと対戦する。
ペナルティエリア外からはほとんど得点を許さない彼だが、「IV」ではフランス戦で登場するジャン・ピエール・ピピンに対しペナルティエリア外から3点、オランダ戦で現れたファンベルグに対しては5点も入れられたと翼に告げ、いずれも恐ろしい選手であることを語っていた。
「V」ではブンデスリーガ内でのライバルがいないことに気づき始め、ライバルの多いイタリアのセリエAへの移籍を決めかけていた。しかしこれにシュナイダーが反発、ワールドトーナメントのドイツ戦において復活したシュナイダーがフレイムフラッシュを完成させた姿を見て、その熱意に折れた形でセリエAへの移籍を辞退してブンデスリーガ残留を決めた。
「VS」では能力値が若島津より低く、若島津に劣る自分に悔しがる描写が描かれている。

### 経歴
ハンブルガーSV（II-V）

## ゲームに登場する技

### コナミ版
S・G・G・K
自身の異名。スーパーセーブを見せる。

### バンダイ版
スーパーセービング(正式名不明)
「THE RISE OF NEW  CHAMPIONS 」で、チームのVゾーンゲージがたまったときに使える技。技名は不明。ボールに対し真正面から受け止め、ゴールラインギリギリで踏ん張って止めるセービング。

### KLab版
SGGKキャッチ
SGGKパンチ
SGGKセーブ
ファイナルSGGKキャッチ
スーパー・グレート・ファインセーブ
パーフェクトディフェンス

## 担当声優
- 橋本晃一[14] - テレビアニメ第1作
- 三木眞一郎 - テレビアニメ第2作『J』
- 鈴村健一 - テレビアニメ第3作、第4作[15]